# Risotto (album)
Risotto è il quarto album in studio del gruppo di musica elettronica britannico Fluke, pubblicato nel 1997.

## Tracce
1. Absurd – 5:48
2. Atom Bomb – 5:45
3. Kitten Moon – 9:18
4. Mosh – 6:20
5. Bermuda – 7:57
6. Setback – 8:54
7. Amp – 8:09
8. Reeferendrum – 7:22
9. Squirt – 6:15
10. Goodnight Lover – 7:34